# 12e cérémonie des Tony Awards
La 12e cérémonie des Tony Awards a eu lieu le 13 avril 1958 à l'Hôtel Waldorf-Astoria, à New York. Pour la deuxième année, le programme n'a pas été diffusé, en raison d'une grève contre WCBS-TV,.

## Cérémonie
La cérémonie présentée par Bud Collyer se déroula en présence de plusieurs personnalités venues décerner les prix dont Sydney Chaplin, Greer Garson, Judy Holliday, Celeste Holm, Nancy Kelly, Mary Martin, Elsa Maxwell, Laurence Olivier, Tyrone Power, Martha Scott, Phil Silvers, Walter Slezak. Les interprètes étaient Mindy Carson et Bill Hayes . La musique était de Meyer Davis et son orchestre.

### Production
Outstanding Play
- Sunrise at Campobello de Dore Schary. Produit par Lawrence Langner, Theresa Helburn, Armina Marshall et Dore Schary.
- The Rope Dancers de Morton Wishengrad. Produit par Playwrights Company et Gilbert Miller.
- Two for the Seesaw de William Gibson. Produit par Fred Coe.
- Time Remembered de Jean Anouilh. Version anglaise de Patricia Moyes. Produit par Playwrights Company, en association avec Milton Sperling.
- The Dark at the Top of the Stairs de William Inge. Produced by Saint-Subber et Elia Kazan.
- Look Back in Anger de John Osborne. Produced by David Merrick.
- Look Homeward, Angel de Ketti Frings. Produit par Kermit Bloomgarden et Theatre 200, Inc.
- Romanoff and Juliet de Peter Ustinov. Produit par David Merrick.

Outstanding Musical
- The Music Man. Livret de Meredith Willson et Franklin Lacey, musique et paroles de Meredith Willson. Produit par Kermit Bloomgarden et Herbert Greene, en association avec Frank Productions.
- West Side Story. Livret de Arthur Laurents, musique de Leonard Bernstein, paroles de Stephen Sondheim. Produit par Robert Griffiths et Harold S. Prince.
- New Girl in Town. Livret de George Abbott, musique et paroles Bob Merrill. Produit par Robert Griffiths et Harold S. Prince.
- Oh, Captain! Livret de Al Morgan et José Ferrer, musique et paroles de Jay Livingston et Ray Evans. Produit par Howard Merrill et Theatre Corporation of America.
- Jamaica. Livret de E. Y. Harburg et Fred Saidy, musique de Harold Arlen, paroles par E. Y. Harburg. Produit par David Merrick.

### Performance
Distinguished Dramatic Actor
- Ralph Bellamy (Sunrise at Campobello)
- Richard Burton (Time Remembered)
- Hugh Griffith (Look Homeward, Angel)
- Laurence Olivier (The Entertainer)
- Anthony Perkins (Look Homeward, Angel)
- Peter Ustinov (Ramanoff and Juliet)
- Emlyn Williams (A Boy Growing Up)

Distinguished Dramatic Actress
- Helen Hayes (Time Remembered)
- Wendy Hiller (A Moon for the Misbegotten)
- Eugenie Leontovich (The Cave Dwellers)
- Siobhán McKenna (The Rope Dancers)
- Mary Ure (Look Back in Anger)
- Jo Van Fleet (Look Homeward Angel)

Distinguished Musical Actor
- Robert Preston (The Music Man)
- Ricardo Montalbán (Jamaica!)
- Eddie Foy, Jr. (Rumple)
- Tony Randall (Oh, Captain!)

Distinguished Musical Actress
- Thelma Ritter (New Girl in Town)(tie)
- Gwen Verdon (New Girl in Town)(tie)
- Lena Horne (Jamiaca!)
- Beatrice Lillie (Ziegfeld Follies)

Distinguished Supporting or Featured Dramatic Actor
- Henry Jones (Sunrise at Campobello)
- Sig Arno (Time Remembered)
- Theodore Bikel (The Rope Dancers)
- Pat Hingle (The Dark at the Top of the Stairs)
- George Relph (The Entertainer)

Distinguished Supporting or Featured Dramatic Actress
- Anne Bancroft (Two for The Seesaw)
- Brenda De Banzie (The Entertainer)
- Joan Blondell (The Rope Dancers)
- Mary Fickett (Sunrise at Campobello)
- Eileen Heckart (The Dark at the Top of the Stairs)

Distinguished Supporting or Featured Musical Actor
- David Burns (The Music Man)
- Ossie Davis (Jamaica)
- Cameron Prud'Homme (New Girl in Town)
- Iggie Wolfington (The Music Man)

Distinguished Supporting or Featured Musical Actress
- Barbara Cook (The Music Man)
- Susan Johnson (Oh, Captain!)
- Carol Lawrence (West Side Story)
- Jacquelyn McKeever (Oh, Captain!)
- Josephine Premice (Jamaica)

### Artisans
Outstanding Director
- Vincent J. Donehue (Sunrise at Campobello)
- Morton DaCosta (The Music Man)
- Peter Hall (The Rope Dancers)
- George Roy Hill (Look Homeward, Angel)
- Elia Kazan (The Dark at the Top of the Stairs)
- Arthur Penn (Two for The Seesaw)

Outstanding Choreographer
- Jerome Robbins (West Side Story)
- Bob Fosse (New Girl in Town)
- Onna White (The Music Man)

Scenic Designer
- Oliver Smith (West Side Story)
- Boris Aronson (Orpheus Descending / A Hole in the Head / The Rope Dancers)
- Ben Edwards (The Dark at the Top of the Stairs)
- Jo Mielziner (Look Homeward, Angel / Miss Lonelyhearts / The Square Root of Wonderful / Oh, Captain! / The Day the Money Stopped)
- Oliver Smith (Brigadoon / Carousel / Jamaica / Nude with Violin / Time Remembered / West Side Story)
- Peter Larkin (Blue Denim, Compulsion, Good As Gold, Miss Isobel)

Costume Designer
- Motley (The First Gentleman)
- Lucinda Ballard (Orpheus Descending)
- Motley (Look Back in Anger / Look Homeward, Angel / Shinbone Alley / The Country Wife / The First Gentleman)
- Irene Sharaff (West Side Story)
- Miles White (Jamaica / Time Remembered / Oh, Captain!)

Conductor and Musical Director
- Herbert Greene (The Music Man)
- Max Goberman (West Side Story)

Stage Technician
- Harry Romar (Time Remembered)
- Sammy Knapp (The Music Man)

Plusieurs prix spéciaux ont été décernés ;
- New York Shakespeare Festival, pour avoir présenté des spectacles gratuits à Central Park et au Hecksher Theatre
- Mme Louise Beck, pour quinze ans de dévouement inlassable à l'American Theatre Wing, dont elle a été trésorière, secrétaire et présidente du conseil d'administration. (Présenté par Elaine Perry, fille d'Antoinette Perry.)
- Circle in the Square, Phoenix Theatre, Esther Hawley